# Pristimantis dundeei
Espèce
Synonymes
- Eleutherodactylus dundeei Heyer & Muñoz, 1999

Statut de conservation UICN

 DD  : Données insuffisantes
Pristimantis dundeei est une espèce d'amphibiens de la famille des Craugastoridae.

## Répartition
Cette espèce se rencontre à environ 800 m d'altitude :
- au Brésil dans la municipalité de Chapada dos Guimarães dans l'État du Mato Grosso ;
- en Bolivie dans le département de Santa Cruz dans le parc national Noel Kempff Mercado.

## Description
Les mâles mesurent de 22 à 27 mm et les femelles de 34 à 36 mm.

## Étymologie
Cette espèce est nommée en l'honneur de Harold A. Dundee.

## Publication originale
- Heyer & Muñoz, 1999 : Validation of Eleutherodactylus crepitans Bokermann, 1965, notes on the types and type locality of Telatrema heterodactylum Miranda-Ribeiro, 1937, and description of a new species of Eleutherodactylus from Mato Grosso, Brazil (Amphibia: Anura: Leptodactylidae). Proceedings of the Biological Society of Washington, vol. 112, no 1, p. 1-18 (texte intégral).